# Giovanni Battista Zupi
Giovanni Battista Zupi či Zupus (přibližně 1590 Catanzaro – 1650 Neapol) byl italský astronom, matematik a jezuitský kněz, který jako první pozoroval, že planeta Merkur má podobné fáze jako Měsíc či Venuše. Jeho objev se stal důležitým důkazem toho, že Merkur obíhá kolem Slunce a nikoliv kolem Země.
Narodil se v italském městě Catanzaro.
Na jeho počest je na Měsíci pojmenován kráter Zupus.